# Cortvassill
Cortvassill ([kuɾβə'siʎ], en francès, oficialment, igual, o Courbassil, a part d'altres grafies que s'han donat al llarg de la història) és un vilatge situat a 1.310 metres d'altitud. Antic poble independent, actualment de la comuna cerdana de Porta, a la Catalunya del Nord.
Està situat a la vall de Querol, a la riba esquerra del riu, al sud dels pobles de Porta i de Querol, molt a prop del termenal amb la Tor de Querol.

## Etimologia
Hom ha suggerit un origen etimològic cortis (domini) de Vassilius (nom personal llatí).

## Història
Cortvassill apareix esmentat a la documentació ja el 1121. A començaments del segle xiii depenia del Senyor d'Enveig. Mai no degué estar gaire habitat: al fogatjament del 1378 només se n'indiquen 3 focs (o famílies, unes quinze a vint persones); i al del 1515 ja no s'esmenta el lloc.

## Monuments
L'església del poble, dedicada a Sant Marçal i antigament a Sant Quintí, fou antigament parroquial. És una edificació romànica, situada aturonada, amb el cementiri a l'entorn, al nord-oest del poble, al capdamunt del carrer únic.
Al llogaret hi ha també la capella o oratori de la Mare de Déu, o Nostra Senyora, del Carme, del 1866. Va ser bastida per commemorar un fet que hom trobà miraculós: una allau ho hauria escombrat tot al seu pas, respectant únicament una estàtua de la Mare de Déu. La petita construcció, actualment al costat de la carretera nacional, té a la façana una inscripció en relleu: "Anni 1866. Ego Semper Vos Custodiam".